# Beat Existentialist
Beat Existentialist è un album a nome di Darryl Read guesting Ray Manzarek, pubblicato dalla Rock Chix Records nel 1993.

## Tracce
1. Love with a Perfect Stranger – 4:39
2. Who'll Be the Next in Line – 3:36
3. Vipers of Harlem – 4:34
4. Ride Your Pony – 4:36
5. Shake Off the Devil – 5:08
6. If You Should Lose Me – 4:54
7. Blue Fandango Man – 4:37
8. Brand New Cadillac – 3:07
9. Gin House – 5:41

## Musicisti
- Darryl Read - voce, chitarra (beat)
- Ray Manzarek - tastiere (brani: 3, 5 e 7)
- Matt Lee - chitarra solista, chitarra slide
- Skip Van Winkle - pianoforte, organo
- Paul Eckman - contrabbasso, basso elettrico
- Beachy - batteria
- Belva Haney - accompagnamento vocale, coro